# 桂三木助 (4代目)
四代目 桂 三木助（かつら みきすけ、1957年3月29日 - 2001年1月3日）は、日本の落語家。東京都北区田端出身。本名∶小林 盛夫。出囃子は「つくま」。父は落語家三代目桂三木助。甥は五代目桂三木助。落語協会所属。

## 芸歴
- 1977年4月 - 五代目柳家小さんに入門、前座名「小太郎」。
- 1981年5月 - 二ツ目昇進、「小きん」に改名。
- 1985年9月 - 真打昇進、四代目桂三木助襲名。
- 2001年1月3日 - 死去。43歳没。

## 受賞歴
- 1984年 - NHK新人落語コンクール優秀賞受賞
- 1997年 - 芸術祭演芸部門優秀賞受賞

## 弟子
- 桂六久助 - 三木助没後は三遊亭歌司門下に移籍

## 人物

### 出生から入門まで
父・3代目桂三木助の晩年に出生。唯一の男児となった。父が5代目柳家小さんと義兄弟の杯を交わすほどの大親友であったので、誰もが認める実力者であった小さんのようになれとの願いをこめて、小さんの本名と同じ「盛夫」と命名された。
父とは3歳で死別し、以降は母と2つ年上の姉のもとで育つ。大学在学中に落語家になることを決意。父はすでに亡くなっていたので、小さんへの入門となった。

### 桂三木助襲名前

#### 前座時代
新入り落語家である前座は、師匠宅における労働（家事・掃除など）の義務があり、当然それは早朝から深夜に及ぶものである。しかし、三木助はようやく昼過ぎに師匠宅に車で乗り付けるという重役出勤ぶりで、それもただ「出勤」しただけで、労働らしきものは全く行わなかった。師匠小さんも特に注意せず、野放しにさせた。他の弟子たちは上下問わず「あの人（＝三木助）は宇宙人みたいな人だから…」と呆れたまま放置するのであった。
実質的な前座作業をしていないということは功罪両面があり、後のタレントとしての成功につながった。これは苦役を体験することからくる「暗さ」や「セコさ」とは縁がなく、御曹子ならではの屈託のないキャラクターがそのまま活かされたことにある。
反面、小さん一門ひいては落語家社会からの反感を買うこととなり、修行体験で古典落語を身体に沁み込ませなかったこと、それでも古典落語を無理にやろうとしていたので、専門家やファンからの評価が高くなかったこと、修行全般から逃げてきたことによって精神面が鍛えられなかったという致命的なデメリットもあった。
なお、小さんへ弟子入りしたことで、師弟が完全に同姓同名となり、郵便物などの取り違えが起こるトラブルが多発した。さらには師匠小さんの代理で区役所に印鑑証明をとろうと足を運んだところ、職員から「本人も代理人も小林盛夫では話にならない」と言われ、もめてしまったと言う逸話もある。

#### 二つ目時代
御曹司、一流大学出身、寄席に外車で乗り付け、隣に女性をはべらせる…というイメージを隠さずにむしろ強調し、「落語界のシティーボーイ」とキャッチフレーズもついた。春風亭小朝と共に次世代のホープとして注目された。また、俳優やテレビリポーターなどとしても活躍した。
二つ目になってから3年後、1984年（昭和59年）度のNHK新人落語コンクールに出演。『湯屋番』を演じ、優秀賞を受賞する。

### 桂三木助襲名後
翌年（1985年）に26人抜きで真打に昇進、四代目桂三木助を襲名。古今亭志ん輔、七代目桂才賀、林家かん平、入船亭扇遊、柳家小ゑん、林家時蔵、林家らぶ平、柳家三寿、春風亭正朝と同時昇進で、そのうち古今亭志ん輔とは鈴本演芸場九月下席にて一足先に真打披露を行った。
1990年（平成2年）7月、広告デザイナーの女性と盛大な結婚式を挙げて海外に新婚旅行に出かけたが、帰国直後に離婚。「成田離婚」と騒がれたが、後に婚姻届を提出していなかったことが判明する。この騒動直後の1990年10月、博品館劇場での「春風亭小朝 連続三十日奮闘公演」で、全期間小朝の前の出番で落語を演じきり、小朝とともに注目を集めた。
1993年（平成5年）の秋に入院した三木助は、重度の胃潰瘍のために胃の4分の3を摘出する手術を行った。この頃から、タレントとしての仕事をほぼなくし、落語家の仕事に専念するようになる。その理由として、胃の摘出によって体力的に衰えを自覚したことにあることを、演芸専門誌のインタビューで述べている。
さらに同年、自分の師匠の孫にあたる弟弟子の柳家小緑の戦後史上最年少での真打昇進が決定となり、翌年の1994年には小緑改め柳家花緑の真打昇進披露興行が開催された。それらの影響を受けて落語に対する姿勢が変わり、春風亭小朝、林家こぶ平、春風亭昇太らとともに江戸落語の若手発掘・自身も含めた中堅世代のスキルアップのために、数々の寄席や落語関連のイベントで奔走することとなる。
同年の9月には「三木助ひとり会スペシャル」という昼夜の独演会を開催し、昼の部には立川志の輔と昇太、夜の部には桂小米朝と立川談志を招くなど、主役である自分が食われかねないゲストとも共演した。また、三木助は元来上方の名跡である事から、桂米朝にも幾つか噺を教わり精進を重ねた。父がかつて芸術祭賞を受賞した芸術祭に対しても意欲を示し、1996年（平成8年）は不参加であったものの、1997年（平成9年）には演芸部門優秀賞を受賞した。さらに吉川潮の協力のもと、父の十八番であった『芝浜』も習得しようと励んでいた。

### 狂い出した歯車
最初に芸術祭に参加を申し込んだのは1996年だが、公演の前々日に事故にあって怪我をしたために公演を中止した。その際にマスコミが取り上げ、注目の的になった。三木助本人は「夜中に飼い猫の餌を買いに行った帰りにピカっと光る物体を見たとたん、何かとぶつかって気を失った」 と証言したが、周囲からは「彼に冷たくされた女性が待ち伏せして襲った」説や「参加公演直前になって自信をなくして体調がおかしくなった」説、宇宙人来襲説、狂言説などの根も葉もない話が流布されてしまった。実際には姉の小林茂子の話では自動車による当て逃げの被害にあったというのが真相であった。高座に復帰した際には自ら自虐的にこの事故についてまくらで触れていた。またこれ以後、自嘲的にお騒がせ噺家と名乗るなどスキャンダラスな存在になっていった。
それ以降、三木助は奇行が目立つようになる。寄席も遅刻し、無断で欠席するようになった。たとえ寄席に出ても楽屋でも身だしなみにこだわらなくなり、寄席を出てから10時間近くも夜の街を徘徊した末に駅でコートを脱ぎ捨て、足を腫らして病院に運び込まれることもあった。また周囲の人々には、「父親の年まで生きられずに30代で亡くなるかもしれない」 や、「亡くなったら、かつて一緒に遊び回っていた病死したり自殺したり変死した仲間と再会出来る」ということを口にするようになった。
かねてから「三木助」の名に重圧を感じており、うつ病にかかっていたなどの憶測が流れたが、このような言動の背景には、胃の手術によって体に変調が表れやすくなったこと や、長年の付き合いのあった友人に裏切られて金銭問題を抱えたことがある。

### 突然の死
2001年1月2日に開催された5代目小さんの誕生パーティを無断で欠席した三木助だったが、その翌日に自宅で首を吊っている姿が発見された。病院に救急搬送されたが、死亡。この時、遺書には「か 自分でも整理がつかないと同時に私の力のなさを痛感する」と書かれており、文字はかなり乱れていたという。冒頭の「か」の意味は明らかにされていない。
1月16日、ホテルオークラにて、林家こぶ平などの親しかった落語家たちにより、三木助を送る会『さよなら!ミッキー』が催された。祭壇には花に囲まれた遺影と、愛車のアルファロメオが飾られた。このとき小朝は「もし生き返らせることが出来るなら、生き返らせたい」と発言している。会の進行は柳亭市馬。

### 追善興行
2023年1月21日～31日の浅草演芸ホール昼席で、春風亭小朝プロデュース「四代目桂三木助 二十三回忌追善興行」公演が行われた。トリは桂三木助（5代目）、4代目と同期だった林家正蔵（9代目）、同じ一門の柳家小さん（6代目）、唯一の直弟子の三遊亭司、4代目の父にあたる3代目三木助の弟子である林家木久扇などが登場。ロビーには4代目の等身大パネルが置かれ、四代目襲名時の後ろ幕が張られた舞台に、上手には花に囲まれた4代目の笑顔の写真が飾られた。

## ネタ

### 死ぬなら今
「死ぬなら今」という演目がある。この落語のサゲは「死ぬなら今（です）」。通常、落語の下げは、推理小説のトリックや真犯人と同様、客には秘匿される。しかしこの演目は、下げがあからさまに公表され、下げが演目名になっている大変珍しいものである（倒叙）。
元々上方の噺で、8代目林家正蔵と6代目三遊亭圓生が2代目桂三木助から教わって東京に伝わった。その後、10代目金原亭馬生→春風亭小朝→三木助と伝承された。三木助はこの珍しい噺を伝えられた少数派の1人である。自身はこの噺を笑点でかけている。

## ソフト

### CD
- 「三木助六席」（CD3枚組、2010年、キントトレコード）WRCD-9004/6
  - DISC1 「浮世床」「百川」
  - DISC2 「小言幸兵衛」「ねずみ」
  - DISC3 「死神」「お化け長屋」
  - ライナーノーツ：林家たい平「思い出話」

## 主なテレビ出演
- おもしろプレヌーン（1984年4月 - 9月、テレビ東京） シティボーイと呼ばれていた頃で、シティボーイズの常滑川まこと（大竹まこと）とも共演
- ミッドナイトin六本木（1984年-1985年、テレビ朝日）
- Oh!キャンパス（アルファ企画）
- おもしろ人間ウォンテッド!!（1985年、日本テレビ）
- 新・熱中時代宣言（1986年、日本テレビ）
- お好み演芸会（NHK総合） - 「花の落語家五人衆」レギュラー
- ふるさと愉快亭 小朝が参りました（NHK総合） - 大喜利コーナーレギュラー
- ばら色の人生（1987年、NHK総合）
- EAT9（1987年 - 1988年、テレビ朝日）
- モーニングEye 豊和、三木助の名湯秘湯（TBS）
- 必殺スペシャル・新春 決定版!大奥、春日野局の秘密 主水、露天風呂で初仕事（1989年、朝日放送） - 小鼠市五郎
- 大河ドラマ（NHK総合）
  - 翔ぶが如く（1990年） - 梅之屋五郎八
  - 元禄繚乱（1999年） - 小山屋の主人勝蔵
- 世にも奇妙な物語「髪」（1992年、フジテレビ）
- 火曜サスペンス劇場（日本テレビ）
  - 女監察医・室生亜季子
    - 「16 夕映えの女」（1994年）
    - 「23 不審死体」（1998年） - 患者
- はぐれ刑事純情派 VII『悲しい酒!女艶歌歌手の野望』（1994年5月25日、テレビ朝日）中井勝太郎 役
- 大岡越前 第15部（1998年、TBS）レギュラー（隼の六助 役）

## 映画
- 愛と平成の色男（1989年）- 神山三夫